# Megachile tertia
Megachile tertia är en biart som beskrevs av Dalla Torre 1896. Megachile tertia ingår i släktet tapetserarbin, och familjen buksamlarbin. Inga underarter finns listade i Catalogue of Life.